# مظفربک توروبویف
مظفربک توروبویف (انگلیسی: Muzaffarbek Turoboyev؛ زادهٔ ۵ آوریل ۲۰۰۰) جودوکار اهل ازبکستان است.